# وجدي ضو
وجدي عمران سعيد ضو (ولد في 29أكتوبر 1988 بمدينة طرابلس) هو لاعب كرة سلة ليبي، شارك مع منتخب ليبيا لكرة السلة في بطولة أفريقيا لكرة السلة 2009.
سجل وجدي ضو معدل 5 نقاط و 3 ريباوندات في المباراة الواحدة خلال البطولة و شارك في 7 من أصل 8 مباريات في البطولة، أعلى معدل تهديف له في المبارة الواحدة كان 15 نقطة في المباراة التي لعبت ضد منتخب أنغولا في دور الثمانية من البطولة.